# Joaquim Carreras i Artau
Joaquim Carreras i Artau (en catalan) ou Joaquín Carreras y Artau) (en castillan) (Gérone, 14 août 1894 - Tiana, 12 août 1968) était un philosophe et historien de la philosophie espagnol, important spécialiste de la pensée d'Arnau de Vilanova et de Ramon Llull à l'Université de Barcelone.

## Biographie
Il commence sa formation en philosophie scolastique au séminaire catholique de Gérone, là où il étudiera pendant dix ans. Par la suite, il se formera en droit, philosophie et en art à l'Université de Barcelone, bien qu'il effectuera son doctorat à l'Université de Madrid avec sa thèse, Essai sur le volontarisme de Juan Duns Scot.
En 1920, il obtient un poste d'enseignant du secondaire au lycée de Palencia mais n'enseignera que quelques jours, puisque pour terminer sa thèse, il demande un congé pendant lequel il exercera comme professeur assistant à l'Université de Barcelone. Dès son retour en 1922, il est enseignant dans les lycées de Lugo et Reus et, en 1925, il obtient par concours la chaire de titulaire au lycée des Balmes à Barcelone.
Il commence à enseigner dans le supérieur en 1939, encore à l'Université de Barcelone, où il est nommé professeur assistant de la chaire d'histoire de la philosophie en 1947 et professeur titulaire de cette même chaire en 1951, poste qu'il occupe jusqu'à sa retraite en 1964. Président de la Société internationale des philosophes médiévistes, il a dirigé la section d'histoire de la philosophie du Consejo Superior de Investigaciones Científicas (CSIC) de Barcelone. Il serait aussi président de l'Institut d'Estudis Catalans depuis 1964 et jusqu'à sa mort, le 12 août 1968.
Ll a reçu le prix de l'Association espagnole pour le progrès des sciences avec son frère aîné, Tomás Carreras y Artau, lui philosophe et professeur d'éthique
La bibliothèque de l'Université de Barcelone compte depuis sa mort avec le fonds documentaire Carreras Artau.

## Publications
Entre 1939 et 1943, il publie les différents volumes de son "Historia de la filosofía española: filosofía cristiana de los siglos XIII al XV"(Histoire de la philosophie espagnole: philosophie chrétienne des siécles XIII al XV).
- Apports hispaniques à la philosophie chrétienne de l'Occident : conférences, par Carreras i Artau, Joaquim. Louvain : Publications universitaires de Louvain, 1962.

- La Doctrina de los universales en Juan Duns Scot : una contribución a la historia de la lógica en el siglo XIII ; par Joaquín Carreras i Artau. Vich : Seráfica, 1931.

- L'école écossaise en Catalogne". Auteurs : Josep Virgili Ibarz Serrat, Manuel Villegas Localisation : Revista de historia de la psicología, ISSN 0211-0040, Vol. 27, N.º 2-3, 2006, pp. 159-166.

- La Filosofía universitaria en Cataluña durante el segundo tercio del siglo XIX ; Joaquín Carreras Artau. Barcelone : Consejo Superior de Investigaciones Científicas, 1964.